# 尚塞 (芒什省)
尚塞（法語：Champcey，法語發音：[ʃɑ̃sɛ]）是法国芒什省的一个旧市镇，属于阿夫朗什区。2016年，尚塞与临近的4个市镇合并为新市镇萨尔蒂伊拜博卡日。

## 地理
尚塞（48°43'33"N, 1°26'47"W）面积3.24 平方千米，位于法国诺曼底大区芒什省，该省份为法国西北部沿海省份，西、北、东北三面环大西洋，东起顺时针与卡爾瓦多斯省、奧恩省、马耶讷省和伊勒-维莱讷省接壤。
与尚塞接壤的市镇（或旧市镇、城区）包括：萨尔蒂伊、德拉热-龙通、蒙维龙。

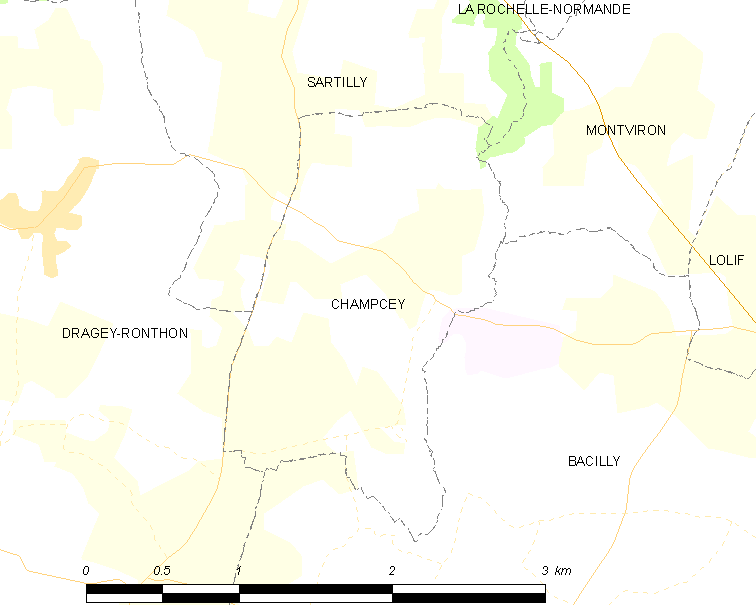
的OSM定位图

尚塞的时区为UTC+01:00、UTC+02:00（夏令时）。

## 行政
尚塞的邮政编码为50530，INSEE市镇编码为50116。

## 政治
尚塞所属的省级选区为阿夫朗什县。

## 人口

1962-2008年间人口变化图示

尚塞于2018年1月1日时的人口数量为235人。